# El cantante español
El cantante español es un óleo sobre lienzo, realizado en 1860 por el pintor francés Édouard Manet, conservado desde 1949 en el Museo Metropolitano de Arte de Nueva York.
Fue pintado en el estudio de Manet, sirviéndose de un modelo al que volvería a utilizar por lo menos en otra pintura. La pintura, realista en su representación del tema exótico, muestra la influencia que tuvo el arte español en el estilo de Manet, especialmente el de Diego Velázquez. Manet, gracias a esta pintura, obtuvo por primera vez una mención honorífica en el Salón de París de 1861, donde también exhibió el retrato de sus padres.
El cantante español mereció críticas positivas y ganó una  mención. Fue apreciado por el escritor francés Charles Baudelaire y por el periodista y crítico literario Theophile Gautier, quién alabó la pintura por su «muy verdadero color» y «pincelada enérgica». Manet se convirtió en líder del movimiento de vanguardia e inspiró a un grupo de artistas jóvenes, incluyendo Henri Fantin-Latour y Carolus-Duran, quién decidió visitar el estudio de Manet.

## Temas españoles por Manet en el MET

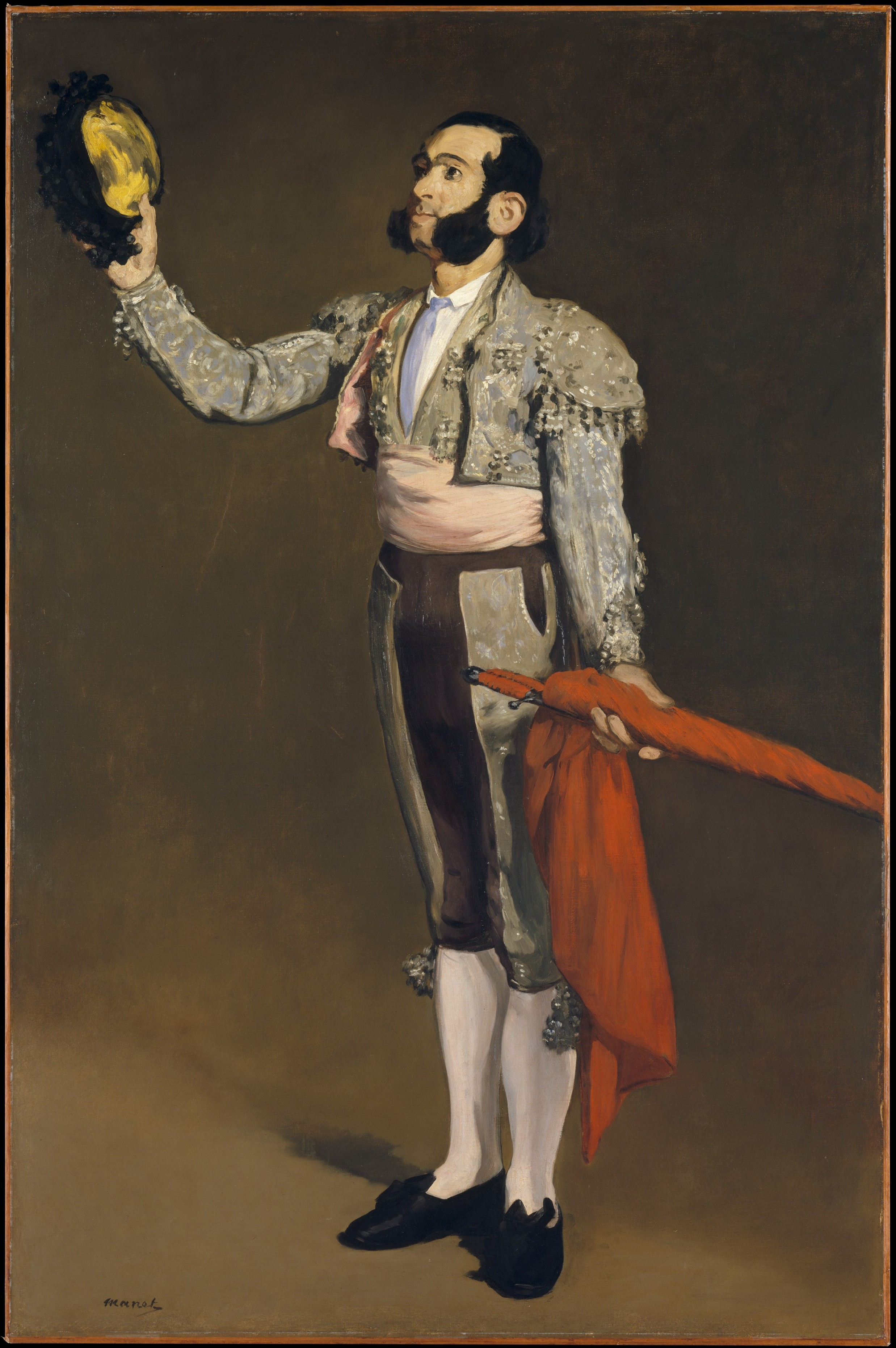
Saludo de torero 1866–67
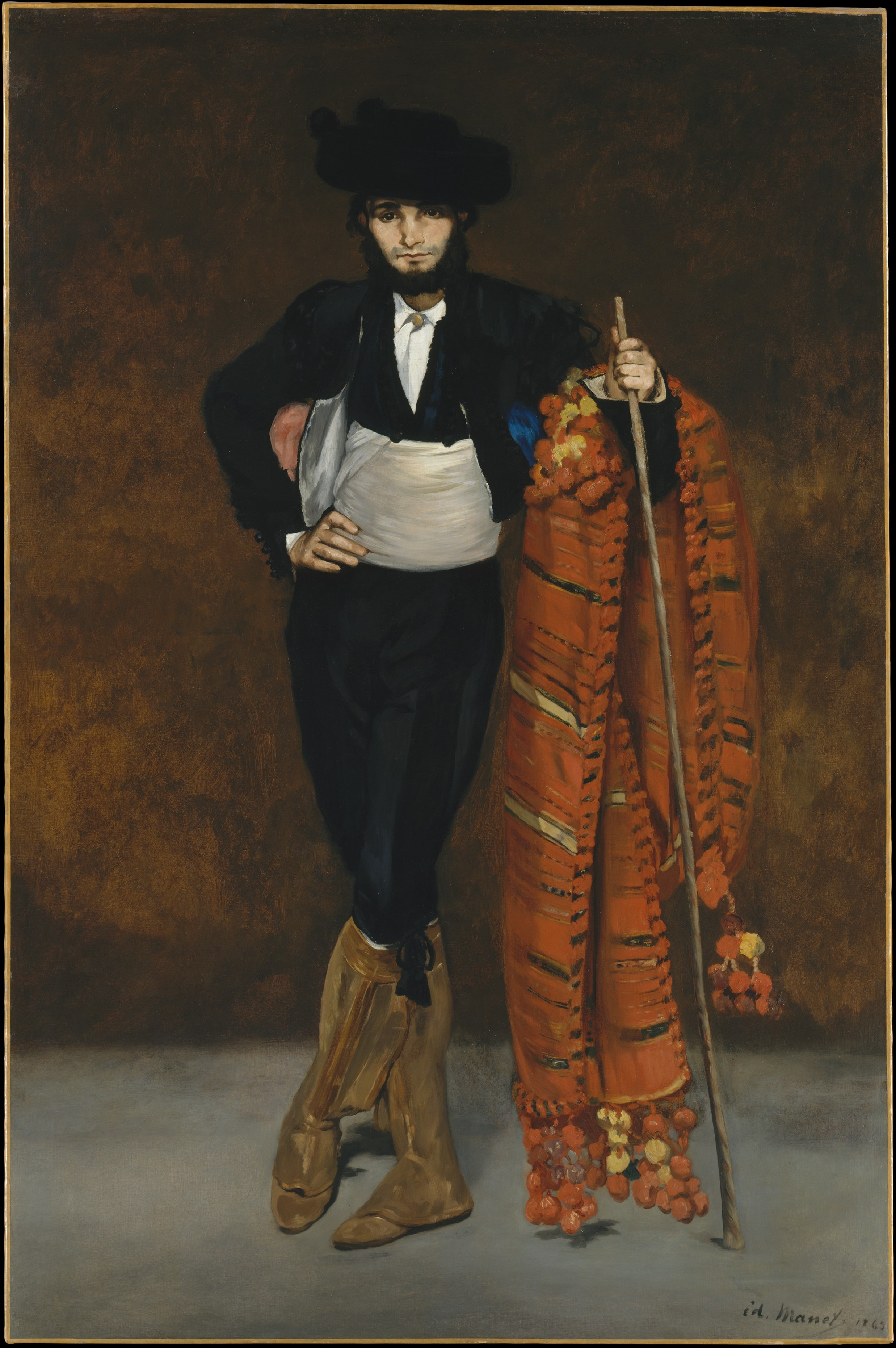
Joven vestido de majo 1863
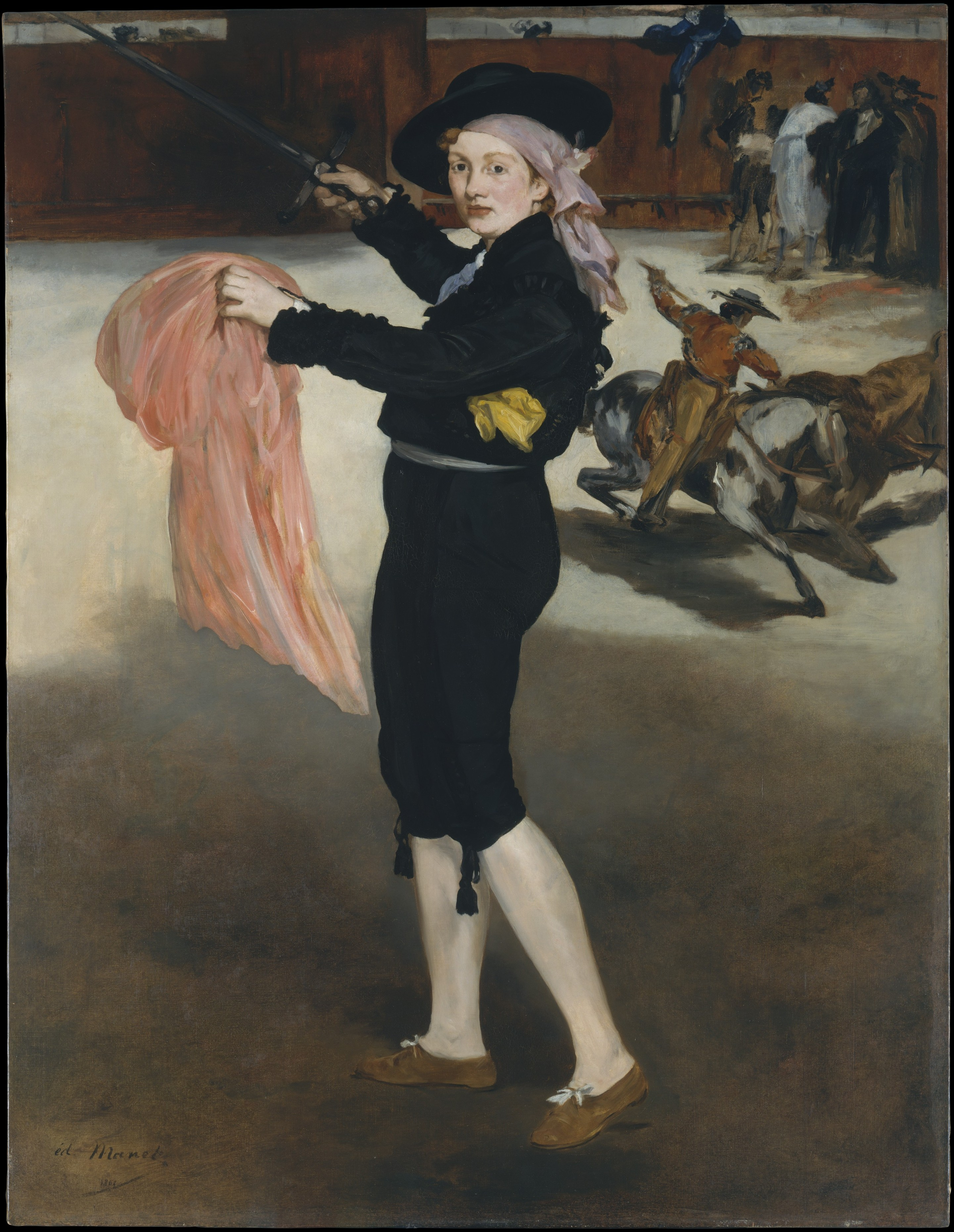
Victorine Meurent en traje de torero1862